# Cryptoblepharus gloriosus
Cryptoblepharus gloriosus (глорйозький змієокий сцинк) — вид сцинкоподібних ящірок родини сцинкових (Scincidae). Мешкає на  Коморських островах.

## Підвиди
Виділяють три підвиди:
- Cryptoblepharus gloriosus gloriosus (Stejneger, 1893) — острів Глорйоз;
- Cryptoblepharus gloriosus mayottensis Mertens, 1928 — острів Майотта;
- Cryptoblepharus gloriosus mohelicus Mertens, 1928 — острів Мохелі.

## Поширення і екологія
Глорйозькі змієокі сцинки живуть на скелястих узбережжях, трапляються серед кососових пальм та іншої рослинносту.

## Збереження
МСОП класифікує цей вид як вразливий. Cryptoblepharus gloriosus загрожує підвищення рівня моря та хижацтво з боку інвазивних видів.